# Mackenzie Bowell
Mackenzie Bowell (27. prosince 1823, Rickinghall – 10. prosince 1917, Belleville) byl kanadský vydavatel novin a politik, který působil jako pátý premiér Kanady (v úřadu od 21. prosince 1894 do 27. dubna 1896). Byl představitelem Konzervativní strany, v letech 1894–1896 zastával post jejího předsedy. Držel i řadu jiných vládních funkcí: ministr cel (1878–1892), ministr dopravy (1891–1892), ministr obrany (1892, 1896), ministr obchodu (1892–1894), ministr financí (1896). Padesát let byl členem kanadského parlamentu, v letech 1867–1892 dolní komory, v letech 1892–1917 horní (Senátu). V letech 1893–1896 byl zástupcem vlády v Senátu.

## Život
Narodil se v Anglii. V roce 1832 se s rodinou přestěhoval do Kanady. Když mu bylo něco málo přes dvacet, vyučil se v tiskárně novin Belleville Intelligencer a asi o 15 let později se stal jejich majitelem. V roce 1867, po vzniku Kanadské konfederace, byl zvolen do Dolní sněmovny za Konzervativní stranu. V roce 1878 vstoupil prvně do vlády, sloužil pod třemi premiéry: Johnem A. Macdonaldem, Johnem Abbottem a Johnem Thompsonem. V prosinci 1894 premiér Thompson nečekaně zemřel v úřadu. Hrabě z Aberdeenu, kanadský generální guvernér, pak vybral z členů jeho kabinetu Bowella, aby ho nahradil. Stal se tak druhým z kanadských premiérů (po Johnu Abbottovi) a dosud posledním, kdo zastával tento úřad v době, kdy sloužil v Senátu, nikoli v Dolní sněmovně.
Hlavním problémem Bowellova působení ve funkci premiéra byla otázka manitobských škol (v roce 1890 Manitoba zrušila veřejné financování církevních škol, jak katolických, tak protestantských). Jeho pokusy o kompromis mu odcizily členy jeho vlastní strany a po vzpouře ve vládě na začátku roku 1896 byl nucen rezignovat ve prospěch Charlese Tuppera. Během vzpoury sedm ministrů rezignovalo a poté zmařilo jmenování svých nástupců. Bowell je odsoudil jako "hnízdo zrádců". Generální guvernér sice Bowella podržel, ale když ten zjistil, že vládu de facto ovládá její nový člen Tupper, přepustil mu své místo. Nikdy poté již nezastával ministerský post, ale zůstal senátorem, a to až do své smrti ve věku 93 let. Jeho pohřbu se nezúčastnil žádný bývalý ani aktuální člen vlády.
Byl členem Oranžského řádu a jeho dlouholetým velmistrem.